# En brazos de la mujer madura
En brazos de la mujer madura és una pel·lícula espanyola dirigida el 1997 per Manuel Lombardero, adaptació cinematogràfica de la novel·la de Stephen Vizinczey In Praise of Older Women, protagonitzat per Juan Diego Botto, Faye Dunaway, Joanna Pacula, Carme Elias i Rosana Pastor.

## Argument
En la guerra civil espanyola, Andrés, un jove de 15 anys, busca a la seva mare, que està a l'altre costat de les línies enemigues. Però a mig camí, un grup de milicians li talla el pas i el pren sota la seva tutela. En el campament hi ha una comtessa que els milicians han fet presonera. Amb ells s'iniciarà en el sexe. Després tindrà relacions amb altres dones de les que n'aprendrà la maduresa, la tolerància, i la confiança necessàries per a dominar la seva vida.

## Repartiment
- Juan Diego Botto...	Andrés
- Miguel Ángel García ...	Andrés 15 anys
- Faye Dunaway... Comtessa
- Carme Elias...	Irene
- Joanna Pacula 	... Marta
- Rosana Pastor... Pilar
- Imanol Arias... Dávalos
- Florence Pernel... Bobi
- Ingrid Rubio...	Julia
- Ángel de Andrés López...	Víctor
- Ramón Barea...	Peciña
- Lorena García	Lorena García	...	Mis Mozar
- Nancho Novo...	Honorio
- Ralph Riach ...	Conde
- Joan Crosas...	Carlos

## Nominacions
XII Premis Goya
| Categoria                 | Persona              | Resultat |
| ------------------------- | -------------------- | -------- |
| Millor fotografia         | José Luis Alcaine    | Nominat  |
| Millor direcció artística | Josep Rosell i Palau | Nominat  |